# دگرسنجی

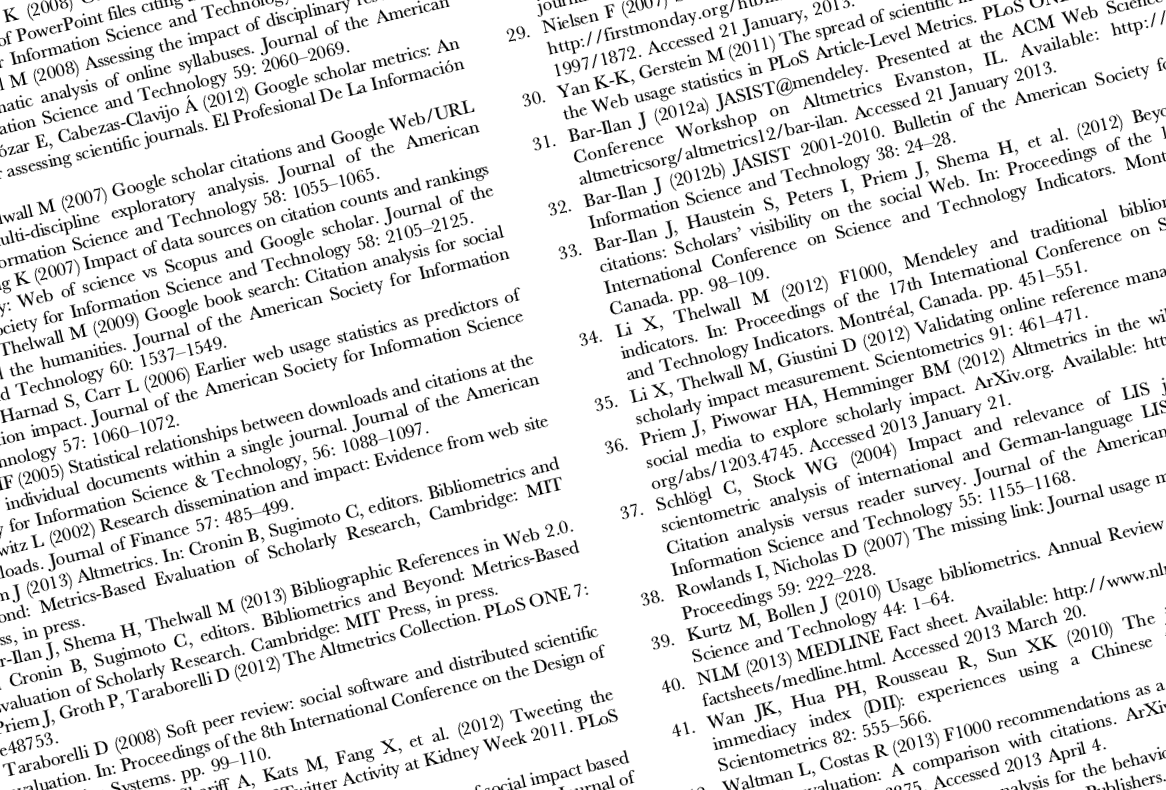
دگرسنجه

دگرسنجه‌ها (به انگلیسی: Altmetrics) که از ترکیب دو واژهٔ دیگر[ به صورت (altmetrics = alternative + metrice) ایجاد شده‌است و منظور از آن سنجش از طریق سنجه‌های جایگزین و غیر متداول می‌باشد. در حال حاضر برخی از ناشران مجلات مؤسسات علمی با ایجاد وبگاه‌هایی به جمع‌آوری این نوع سنجه‌ها جهت ارزیابی مقالات، به‌ویژه مقالات جدید که استنادهای دریافتی آن‌ها مشخص‌کننده وضعیت علمی آن‌ها نیست می‌پردازند.
اتکا علم سنجی فقط به شاخص‌های مبتنی بر تعداد استنادی‌های دریافتی باعث بروز برخی معایب معضلات و کمبودها گردید از این رو متخصصین علم اطلاعات بر آن شدند تا با خلق سنجه‌های جدید برای حل این مشکلات راه‌کارهای مناسبی یابند. اصطلاح دگر سنجه‌ها در سال ۲۰۱۰ به عنوان یک سطح از سنجه‌های مقالات پیشنهاد شد از اواخر سال ۲۰۱۱ مبحث کاربرد دگرسنجه‌ها شکل جدی‌تری به خود گرفت. اگر چه این سنجه‌ها برای سنجش مقالات ارائه شده‌است ولی می‌توان از آن‌ها در سنجش افراد، کتاب‌ها، مجموعه داده‌ها، سخنرانی‌ها، فیلم‌ها، صفحات وب و غیره استفاده کرد. دگر سنجه‌ها فقط استنادها را در نظر نمی‌گیرند بلکه جنبه‌های دیگر اثرگذاری اثر را مانند بارگیری‌ها، مشاهده مقاله، ذکر در رسانه‌های اجتماعی ورسانه‌های خبری و… را نیز در سنجش دخیل می‌کند.

## ضرورت دگر سنجه‌ها
وب اجتماعی با تأثیرگذاری در ارتباطات افراد جوامع مختلف باعث ایجاد ارتباطات جدید پژوهشی بین محققان شده‌است. از سوی سنجش تأثیرگذاری این ارتباطات جدید پژوهشی به وسیله سنجه‌های سنتی استنادی امکان‌پذیر نیست. ازسوی دیگر سنجه‌های استنادی برای سنجش محیط سنتی نیز معایب بسیاری دارند. از این رو خلق دگرسنجه‌ها یاسنجه‌های مکمل به نظر ضروری می‌رسد. سنجه‌های که علاوه برسنجش تأثیرگذاری همه انواع ارتباطات پژوهشی معایب سنجه‌های استنادی سنتی را نیز نداشته باشد.
منابع مختلف بسیاری به عنوان دگرسنجه‌ها برای اندازه‌گیری تأثیرگذاری تولیدات پژوهشی هدف‌گذاری شده‌اند. ازقبیل استنادها یادشت‌های سند، ویکی‌پدیا، توییتر، فیسبوک و شبکه‌های اجتماعی دیگریا تعداد بارهای خوانده شدن سند درسیستم‌های مدیریت استنادهای اجتماعی و بوک مارک‌ها.

## تعریف
با ظهور وب تلاش‌هایی برای استفاده از اطلاعات موجود در این محیط برای ارزیابی تأثیر علمی صورت گرفت که ثمره آن ظهور حوزهٔ وب‌سنجی بود. اخیرا نیز با افزایش سطح فناوری امکان بررسی گسترده‌تر رصد نظرات، گفتگوها و صحبت‌های برخط پیرامون مدارک علمی فراهم شده‌است. به این ترتیب بعد دیگری از اثرگذاری علمی قابل سنجش و ارزیابی شده‌است. در واقع می‌توان ذکر مدارک علمی در خبرگزاری‌ها، صحبت پیرامون آن در شبکه‌های اجتماعی، استفاده از آن‌ها در اسناد سیاست‌گذاری و سایر استفاده‌ها از مدارک علمی در محیط وب را به عنوان شاخص اثرگذاری یک مدرک علمی بر جامعه در نظر گرفت. نمره آلتمریکس شاخصی از میزان توجه و برد برخط یک خروجی تحقیق است و هدف آن فراهم کردن معیاری از میزان توجهی است که یک خروجی تحقیقاتی به خود جلب کرده‌است. بر این اساس آلتمتریکس بحث و صحبت پیرامون یک خروجی تحقیقاتی را از منابعی چون، گوگل پلاس، لینکدین، اسناد، اخبار، وبلاگها، توییتر، داوری‌های پس، از چاپ فیس‌بوک، ویکی‌پدیا، ردت، یوتیوب و پین‌ترست گردآوری می‌کند.
نمره آلتمتریکس با استفاده از یک الگوریتم وزن‌دهی و بر اساس سه عامل اصلی محاسبه می‌شود: اندازه ذکرها (منظور تعداد دفعاتی است که یک عنوان مقاله در صفحات دیگر ذکر شده‌است.)، منبع ذکرها و نویسنده ذکرها.

## هدف دگر سنجه‌ها
رسالت آلتمتریکس این است که مقیاس‌های سطح مقاله را آسان سازد. آلتمتریکس آمارهای دانلود، شمارش مدیریت مرجع، پیوندها از مسیر اصلی منابع و اشتراک و بحث در رسانه‌های اجتماعی و داده‌های غنی شده با اطلاعات جمعیت شناختی را فراهم می‌آورد و سپس همه را از طریق رابطه‌های برنامه کاربردی برای تحلیل از طریق مرورگر وب دسترس پذیر می‌سازد.

## مزایای دگر سنجه‌ها
- سرعت (جواب دهی در زمان کم): در پایگاه‌های استنادی تمامی شاخص متکی بر تعداد استنادهای دریافتی است (JIF ,H، G میانگین استناد برای هر سند، تعداد استناد برای هر نویسنده و…) تجربه نشان می‌دهد دریافت استنادها توسط مقالات پرسه زمان بری می‌باشد وبه‌طور متوسط ۲سال وقت لازم است که استنادهای یک مقاله کامل گردد. (در رشته فیزیک نصف استنادهای دریافتی برای هر مقاله ۵سال وقت لازم دارد) اما برای یک مقاله در عرض یک هفته وگاهی اوقات دو روز صدها پدیده دگر سنجی روی می‌دهد این اتفاق مزیت بسیار بزرگی برای سازمان‌ها و حتی مجلات برای ارزیابی مقالات خود در کوتاه مدت به حساب می‌آید. از طرف دیگر سرعت ارتباطات پژوهشی در محیط وب به صورت تصاعدی در حال رشد است. به‌طوری‌که در آینده استنادهای سنتی به هیج وجه جواب گوی سنجش تأثیر این ارتباطات نخواهد بود.
- تحلیل استنادی در دهه ۱۹۶۰میلادی یعنی زمانی که هنوز از دنیای دیجیتال خبری نبودشکل گرفت بنابراین تحلیل‌های استنادی مبتنی بر استنادهای متنی می‌باشند. از سوی دیگر با ایجاد وگسترش دنیای دیجیتال بخش عظیمی از ارتباطات پژوهشی در این محیط به‌ویژه وب صورت می‌گیرد حال آنکه سنجش تأثیرگذاری این پژوهش‌ها با شاخص‌های سنتی امکان‌پذیر نیست اما دگرسنجه‌ها به علت تنوع در سنجه‌ها وماهیت دیجیتالی از پس این کار برمی آیند. وقتی یک پژوهشگر به یک مقاله مراجعه می‌کند برای ارزیابی مقالات جاری آن مجله هیچ شاخص معتبری در دست ندارد به ناچار از ضریب تأثیر‌گذاری آن مجله (JIF) برای ارزیابی استفاده می‌نماید. اما همه ما می‌دانیم که تمام مقالات یک مجله (هرچند معتبر) دارای ارزش یکسانی نمی‌باشند بسیار دیده شده‌است که یک مقاله کم ارزش در یک مجله معتبر چاپ شده باشد دگرسنجه در این شرایط اهمیت خود را به رخ می‌کشند با توجه به اینکه رخدادهای دگر سنجی در مدت زمان بسیار کوتاه رخ می‌دهند سنجش مقالات جاری وغیر جاری برای دگرسنجه‌ها یکسان است.
- سنجش وسیعتر تأثیرگذاری پژوهش‌ها: در پژوهشی که در سال ۲۰۱۰صورت گرفت معلوم شد که فقط۳۰ در صد تأثیرگذاری پژوهش‌ها توسط استنادها مورد سنجش قرار می‌گیرد[۲] دلایل فراوانی برای این امر وجود دارد اصلی‌ترین دلیل این است که پژوهشگران سعی دارند آثار اصلی را مورد استناد قرار دهند وتاثیرگذاری غیررسمی پژوهش‌ها همواره نادیده می‌گیرند و کمتر به منابعی چون اخبار، ویکی‌ها، مقالات چاپ نشده، وبلاگ‌ها، مقالات عمومی و.. استناد می‌کنند ولی تنوع دگرسنجه باعث سنجش تک تک این موارد می‌شود. به قولی علاوه بر تعداد استنادها به هر چهار مقوله تأثیرگذاری (۱. تعداد بارهای استفاده ۲. تعداد بارگیری ۳. رخدادها یا ذکرها ۴. حضور در رسانه هااجتماعی) نیز می‌پردازند.

## کاربرد دگر سنجه‌ها
کاربرد داده‌های دگر سنجه‌ها شامل بحث‌های مرتبط، پیوندها به صفحات مقاله، تقویت تحلیل صفحات برای نویسندگان و افزودن داده‌های اجتماعی به نمایه‌های جست وجو برای تقویت فهرست‌های بیشترین، به اشتراک گذاشته شده و از محبوب ترین‌ها می‌باشد.

## محدودیتها و چالشهای دگر سنجه‌ها
آلتمتریکس هنوز به اندازه ضریب تأثیر مجلات، کاربرپسند نیست. منتقدان در اشاره به فقدان یک نمره یا امتیاز یا رتبه در آلتمتریکس گفته‌اند که آلتمتریکس نیازمند بررسی و تفسیرهایی است که برای کاربر سنگین و دشوار نباشد. دیگر منتقدان سهولت شمارش را به عنوان بزرگ‌ترین نقطه ضعف آلتمتریکس بیان میکنند و معتقدند که مقیاس‌های رسانه‌های اجتماعی و آمارهای استفاده بسیار قابل دست کاری و شکننده هستند. دانلودهای خودکار می‌توانند هزاران دانلود و درخواست بازدید صفحات را در چند دقیقه تولید کنند. توییتها و پست‌های فیس بوک و یادداشت‌های وبلاگ‌ها قابل خریداری هستند. اگرچه ناشران و ارائه دهندگان خدمات در جهت متوقف نمودن این موارد کار میکنند، ولی هنوز یک سازمان ممیزی بی‌طرف وجود ندارد که کیفیت آلتمتریکس را تضمین نماید. آلتمتریکس هنوز نمی‌تواند در فرایند جست وجو، مانند شمارش استناد و فاکتورهای تأثیر مجلات، به کار گرفته شود.

## ابزارهای دگر سنجه‌ها
با توجه به محبوبیت سنجه‌های جایگزین در میان پژوهشگران، ابزارهای اندازه‌گیری مختلفی پا به عرصه گذاشتند. شناسایی و ارزیابی این ابزارها می‌تواند راه را برای پژوهشگران حوزه وبسنجی هموار سازد و با اطمینان بیشتری به گردآوری داده‌های پژوهشی خود بپردازند. از جمله ابزارهای اصلی آلتمتریکس می‌توان موارد زیر را نام برد:
1. پلام آنالیتیکز:

به گردآوری داده از طریق رابط‌های برنامۀ کاربردی باز، از منابع مختلف شامل وبلاگ‌ها، توییتر، مخازن دسترسی باز مانند PLOS، مخازن داده، مخازن منبع کد مانند گیت‌هاب، سایت‌های بوک‌مارک اجتماعی مانند سایت یو لایک و مندلی، سایت‌های اشتراک‌گذاری اسلایدها مانند اسلایدشیر، داده‌های اعطای بورسیۀ تحصیلی، مقیاس‌های کوتاه‌سازی پیوند و... می‌پردازد. نرم‌افزارهای ساینس‌کارد، ریدرمتر و سایتداین نیز مشابه این نرم‌افزار هستند.
1. ساینس کارد[۱] :

برنامه‌ای کاربردی برای گردآوری آمارهای مقالات علمی است. لاگ کاربران از طریق توییتر را فراهم می‌کند و شناسگرهای منحصربه‌فرد مانند شناسگر اشیای دیجیتال و شناسگر پابمد را ارائه می‌کند. داده‌ها از مندلی، توییتر، ویکی‌پدیا، کراس‌رف، سایت یو لایک و پابمد سنترال گردآوری می‌شود.
1. ریدرمتر[۲]:

میزان استفاده از محتوای علمی توسط گروه وسیعی از خوانندگان را اندازه می‌گیرد. آمار بازدید از مقاله و نویسنده را ارائه می‌کند و داده‌ها با استفاده از رابط‌های برنامۀ کاربردی و گزارشات در دسترس استخراج می‌شوند.
1. ایمپکت استوری[۳]:

ک برنامۀ کاربردی منبع باز رایگان تحت ‌وب و نسخۀ متصل توتال ایمپکت است و داده‌ها را از منابع آنلاین گوناگون باز که تأثیر وب یک مجموعه داده یا مقالۀ مجله یا دیگر بروندادهای پژوهشی که در یک مکان آنلاین ثابت مستقر هستند را گردآوری کرده و سپس یک گزارش ارائه می‌کند. منابع داده‌ای که توسط این نرم‌افزار مورد استفاده قرار می‌گیرند، شامل توییتر، گیت‌هاب، اسلایدشیر، اف هزار ریویوز، سایت یو لایک، مندلی، دلیشز و دیگر منابع آنلاین است.
1. پیپر کریتیک[۴]:

پژوهشگران را قادر می‌سازد که همۀ انواع بازخوردها دربارۀ کار خود را مشاهده کنند و همچنین هر شخص بتواند به ارزیابی کار دیگران نیز بپردازد. این نرم‌افزار توسط رابط‌های برنامۀ کاربردی مندلی تقویت می‌شود.
1. آلتمتریکس اکسپلورر:

به گردآوری داده‌های مربوط‌به مقالات مجلات از اخبار، پست‌های وبلاگ، توییت‌ها و پست‌های مربوط‌به مقالات پژوهشی می‌پردازد و براساس اطلاعات ارائه‌شده از هریک از منابع دادۀ بررسی‌شده، یک امتیاز ارائه می‌کند.